# Мануйлова, Ирина Викторовна
Ирина Викторовна Мануйлова (26 октября 1965, Бердск, Новосибирская обл.) — депутат Государственной Думы шестого созыва (2011—2016), заместитель председателя комитета по образованию. Вице-губернатор Приморского края (2018) и Новосибирской области (с 2020 года).

## Биография
Родилась в Бердске. В 1982—1983 году работала на Бердском радиозаводе. В 1983 году поступила в Новосибирский государственный педагогический институт, который окончила в 1988 году. До 1994 года преподавала химию в средней школе № 1 Южно-Курильска, с 1994 по 2003 год — заместитель директора по воспитательной работе в лицее № 6 в Бердске, а затем директор лицея-интерната № 7 в том же городе; возглавляла лицей до 2011 года. В 2008 году окончила Санкт-Петербургскую академию постдипломного педагогического образования.
В 2006 году вступила в партию «Единая Россия», в дальнейшем возглавляла политсовет Новосибирского регионального отделения партии. В 2011 году избрана депутатом Государственной думы. Оставалась в Думе до 2016 года, занимала пост заместителя председателя комитета по образованию. В сентябре 2016 года баллотировалась в следующий состав Государственной думы, но выборы проиграла, после чего перешла на работу в министерстве образования и науки РФ. В декабре того же года назначена временно исполняющей обязанности руководителя департамента государственной политики в сфере общего образования, позже на долджности заместителя директора этого же департамента.
В мае 2018 года назначена вице-губернатором Приморского края по вопросам развития образования и науки. Одновременно возглавила краевой департамент образования и науки. В Приморском крае оставалась недолго, покинув пост уже через четыре месяца после назначения в связи с поражением временно исполняющего обязанности губернатора края Андрея Тарасенко на региональных выборах. В декабре 2018 года назначена заместителем министра образования Новосибирской области, а в июле 2020 года — заместителем губернатора Новосибирской области. В этой должности отвечала за сферы «культуры, искусства, сохранения, использования, популяризации и государственной охраны объектов культурного наследия, научно-технической политики, развития инновационной системы Новосибирской области».
Состоит в браке, мать троих детей.

## Награды
- Почётный работник общего образования Российской Федерации (2001)[4]
- Почётная грамота Государственной думы Федерального собрания Российской Федерации «за существенный вклад в развитие законодательства Российской Федерации и парламентаризма в Российской Федерации» (2013)[4]
- Почётная грамота министерства образования и науки Российской Федерации «за значительный вклад в развитие и совершенствование Российской системы образования» (2013)[4]
- Медаль «Общественное признание» Законодательного собрания Новосибирской области (2014)[4]
- Почётный знак Государственной думы Федерального собрания Российской Федерации «За заслуги в развитии парламентаризма» (2015)[4]
- Медаль «МПА СНГ. 25 лет» (27 марта 2017 года, Межпарламентская ассамблея СНГ) — «за заслуги в деле развития и укрепления парламентаризма, за вклад в развитие и совершенствование правовых основ функционирования Содружества Независимых Государств, укрепление международных связей и межпарламентского сотрудничества»[7]